# Elezioni generali nel Regno Unito del 2001
Le elezioni generali nel Regno Unito del 2001 si tennero il 7 giugno e videro la vittoria del Partito Laburista di Tony Blair, che fu confermato Primo Ministro.

## Risultati
| Liste  | Liste                          | Voti       | %    | Seggi |
| ------ | ------------------------------ | ---------- | ---- | ----- |
|        | Laburista                      | 10.724.953 | 40,7 | 413   |
|        | Conservatore                   | 8.357.615  | 31,7 | 166   |
|        | Liberal Democratici            | 4.814.321  | 18,3 | 52    |
|        | Nazionale Scozzese             | 464.314    | 1,8  | 5     |
|        | Indipendenza del Regno Unito   | 390.563    | 1,5  | -     |
|        | Unionista dell'Ulster          | 216.839    | 0,8  | 6     |
|        | Plaid Cymru                    | 195.893    | 0,7  | 4     |
|        | Unionista Democratico          | 181.999    | 0,7  | 5     |
|        | Sinn Féin                      | 175.933    | 0,7  | 4     |
|        | Social Democratico e Laburista | 169.865    | 0,6  | 3     |
|        | Verdi                          | 166.477    | 0,6  | -     |
|        | Altri                          | 509.432    | 1,9  | 1     |
| Totale | Totale                         | 26.368.204 | 100  | 659   |

Fonte: Election Resources